# Breiðafjörður
Breiðafjörður er en bugt i den nordvestlige del af Island. Bugten skiller regionen Vestfirðir fra halvøen Snæfellsnes.
Fra Snæfellsnes kan man på klare dage se Grundarfjörður, som ligger 40 km derfra. Fra den lille fiskerbygd Stykkishólmur er der en færgeforbindelse i Vestfirðir.
Den 125 km lange og op til 72 km brede bugt er i den indre del lavvandet i de indre dele. Bugten har mange små sidefjorde, øer og skær. Cirka halvdelen af Islands tidevandområder ligger her og tidevandsforskellen kan være op til 5 meter i bugtens indre dele. Mellem mange af øerne opstår der et stærkt faldende tidevand, og sejladsen mellem de mange øer kan ofte volde vanskeligheder. Der har været en kraftig nedgang i øernes befolkning, og den overvejende del af bygningerne bruges i nutiden som fritidshuse.

## Geologi: Vulkanisme
Områdets grundbjergart blev i den sene Tertiærtid formet gennem Vulkanismen, og består hovedsagelig basaltiske lavalag som er korroderet væk af gletsjerne under kvartærtiden og har h således dannet det ujævne landskab med flere bjergformationer.
Også i nutiden findes der i bugtens områder nogle lavtemperaturområder med varme kilder, delvis på øerne og delvis i havet, som bliver synlig ved ebbe.

## Plante og dyreliv
Den store tidevandzone har stor biologisk mangfoldighed og en udstrakt algerskov og andre vigtige habitat for fisk og insekter. Området har en stor gruppe af karplanter og omkring 50 fuglearter, blandt andet topskarv, gråmåge, havørn, edderfugl, tejst og thorshane. Området er et vigtigt samlingspunkt for Knortegåserne og Islandsk ryle og trækfugle som er på vej mod syd. spættet sæl og gråsæl har sine vigtigste fiskepladser på øerne og skærene.
Der findes flere hvalarter ved bugten, blandt andet marsvin og vågehvaler.